# Martin Holt
Martin Drummond Vesey Holt (Londres, 13 de gener de 1881 – Bognor Regis, West Sussex, 2 de novembre de 1956) va ser un tirador anglès que va competir durant el primer quart del segle xx. Durant la seva carrera esportiva disputà fins a cinc edicions dels Jocs Olímpics, entre 1908 i 1928, amb dues medalles de plata guanyades.
El 1908 va prendre part en els Jocs Olímpics de Londres, on disputà dues proves del programa d'esgrima. En la competició d'espasa per equips guanyà la medalla de plata formant equip amb Edgar Amphlett, Leaf Daniell, Cecil Haig, Robert Montgomerie i Edgar Seligman; i en la competició d'espasa individual finalitzà en la vuitena posició final.
Quatre anys més tard, als Jocs d'Estocolm, guanyà una nova medalla de plata en la competició d'espasa per equips, mentre en l'espasa individual fou vuitè.
De les posteriors participacions en els Jocs de 1920, 1924 i 1928 destaca una setena posició final en la modalitat d'espasa per equips a Anvers, el 1920.